# Czeska Republika Socjalistyczna
Czeska Republika Socjalistyczna, CRS, ČSR (cz. Česká socialistická republika) – od 1 stycznia 1969 do 5 marca 1990 oficjalna nazwa Czech, stanowiących wówczas część Czechosłowacji.

## Historia
Po Praskiej Wiośnie (1968) wszystkie reformy wprowadzone w Czechosłowacji zostały zatrzymane i cofnięte. Jedynym wyjątkiem było przekształcenie państwa w federację. Podzielono kraj na Czeską Republikę Socjalistyczną i Słowacką Republikę Socjalistyczną, wprowadzając 28 października 1968 nową konstytucję, która weszła w życie 1 stycznia 1969. Utworzono odrębne parlamenty dla Czech i Słowacji (odpowiednio Czeską Radę Narodową i Słowacką Radę Narodową), a parlament czechosłowacki przemianowano na Zgromadzenie Federalne i podzielono na dwie izby: Izbę Ludu (Sněmovna lidu / Snemovňa ľudu) i Izbę Narodów (Sněmovna národů / Snemovňa národov). Federalizacja kraju była tylko symboliczna – całkowita władza była w rękach partii komunistycznej, a potrojenie parlamentu służyło jedynie zwiększeniu liczby rządowych stanowisk dla jej członków.
W marcu 1990, po transformacji ustrojowej, Czeską Republikę Socjalistyczną przemianowano na Republikę Czeską.